# Przebiśnieg (system rozpoznania i zakłócania)
Zautomatyzowany System Rozpoznawczo-Zakłócający Przebiśnieg – polski system przeznaczony do prowadzenia walki elektronicznej, opracowany przez WAT we współpracy z Wojskowymi Zakładami Elektronicznymi nr 2 w Zielonce.

## Skład systemu

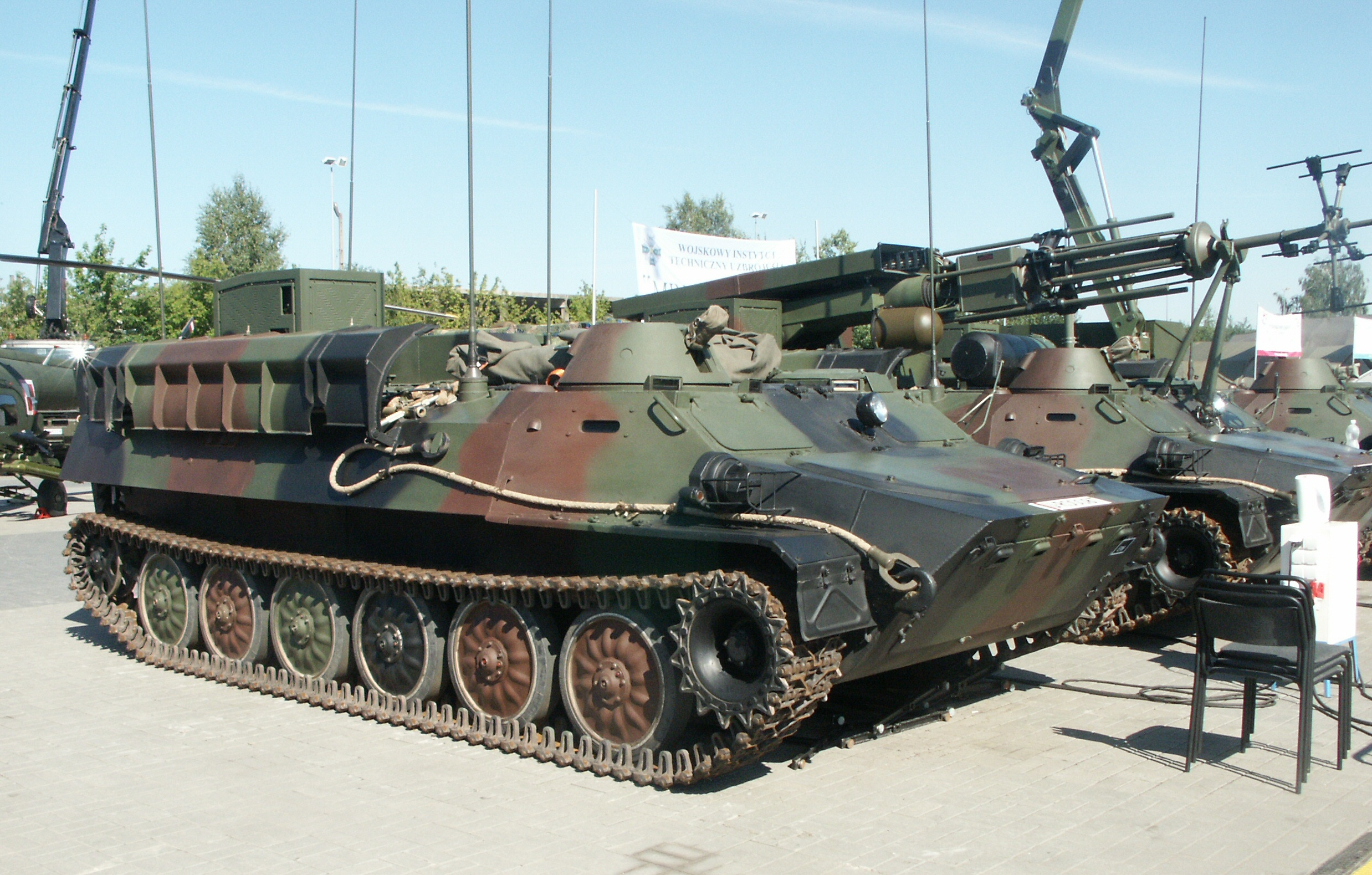
Wóz dowodzenia

W skład pojedynczego systemu wchodzi siedem pojazdów: trzy stacje rozpoznania (SR), trzy stacje zakłóceń (SZ) oraz wóz dowodzenia kompanii radioelektronicznej (WD Kret). Sprzęt zainstalowano na podwoziach transporterów opancerzonych MT-LB produkowanych przez Hutę Stalowa Wola. Producent oferuje możliwość zabudowania systemu na podwoziach kołowych lub w wersji kontenerowej. Pierwotnie antena stacji rozpoznania była montowana na maszcie składanym  (podobnie jak antena stacja zakłóceń), na podstawie doświadczeń z eksploatacji została w 2006 roku zmodyfikowana i umieszczona na maszcie rozsuwanym hydraulicznie.
Jeden zestaw na podwoziach MT-LB został dostarczony Siłom Zbrojnym w 2004 roku. Został przydzielony do 2 Pułku Rozpoznawczego w Hrubieszowie. Zamówiono następnie drugi zestaw, który miał być dostarczony do 2007 roku, dla 10 Batalionu Rozpoznawczego 11 Dywizji Kawalerii Pancernej.

## Możliwości systemu
System może automatycznie wykrywać i lokalizować źródła promieniowania radiowego w pasmach VHF i UHF, określić parametry źródła sygnału oraz charakter sygnału. Możliwe jest opracowanie danych o sytuacji radioelektronicznej w rejonie działania oraz transmisja informacji do dowództwa. Zakłócanie może być prowadzone automatycznie lub ręcznie. Przebiśnieg może generować zakłócanie selektywne, zaporowe, dezinformujące.
Stacja rozpoznania pracuje w zakresie częstotliwości 20–3000 MHz, na głębokość do 30 km. Dokonuje analizy technicznej sygnału i określa azymut emisji, a we współdziałaniu z pozostałymi stacjami, współrzędne źródła emisji.
Stacja zakłóceń służy do generowania aktywnych zakłóceń przeciw wykrytym emisjom łączności i prowadzenia rozpoznania emisji łączności. Działa w zakresie częstotliwości 20–500 MHz, moc wyjściowa wynosi 0,5 kW lub 1 kW w zależności od pasma.

## Zastosowanie systemu

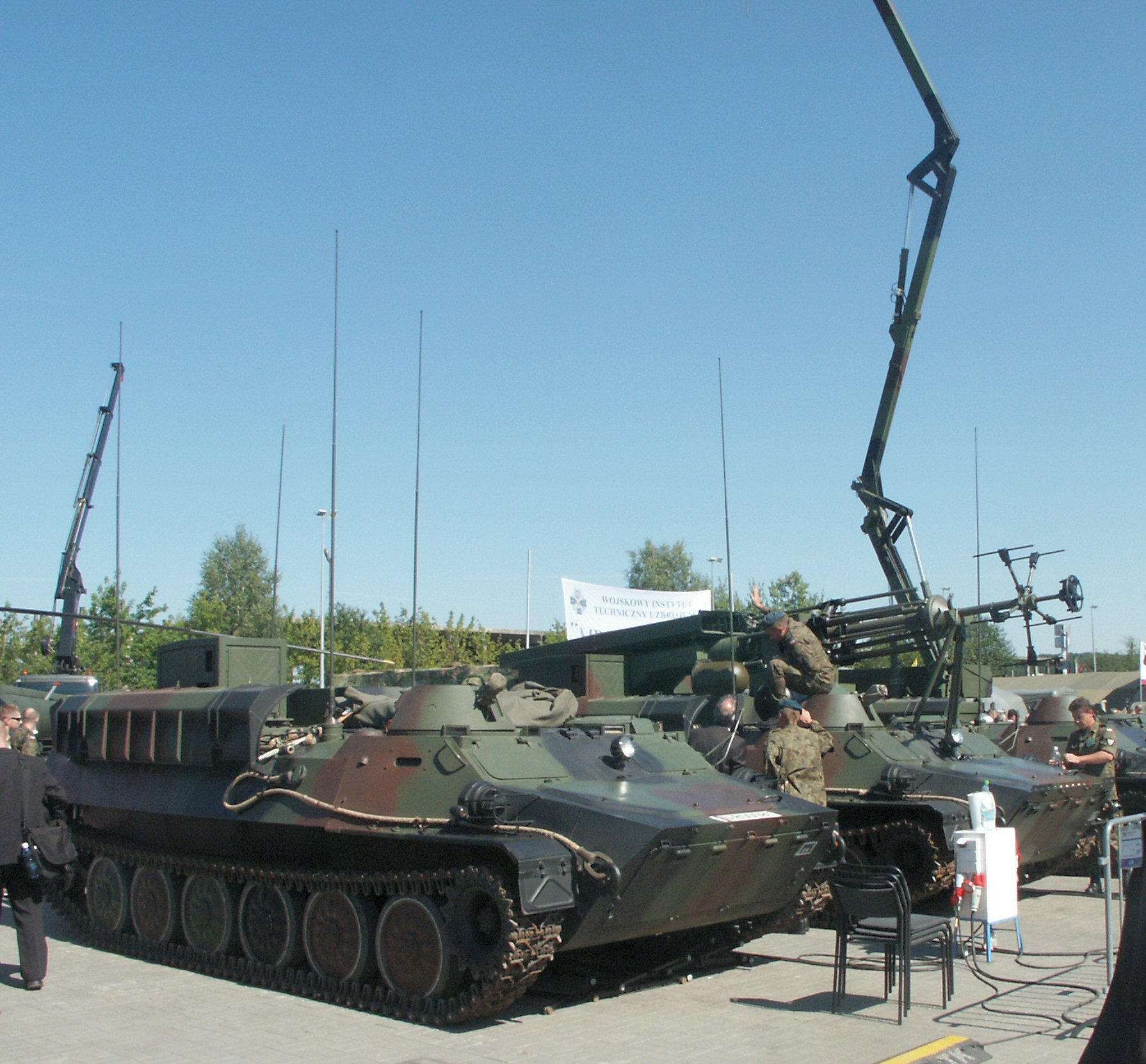
Od lewej: WD Kret, SR (ze złożoną anteną), SZ (z rozłożoną anteną)

System Przebiśnieg przeznaczony jest głównie do: 
- automatycznego wykrywania, przechwytywania i lokalizacji źródeł promieniowania elektromagnetycznego zakresie fal VHF i UHF
- zakłócania emisji radiowych
- automatycznego pomiaru parametrów technicznych wykrytych sygnałów radiowych
- identyfikacji oraz kwalifikacji emisji radiowych
- gromadzenia danych o rozpoznawanych źródłach promieniowania elektromagnetycznego
- prowadzenia automatycznego rozpoznania i zakłócania
- opracowywania danych o sytuacji radioelektronicznej w rejonie działania i ich zobrazowania